# Howardite
Les howardites sont des météorites de type achondrite. Comme les autres membres du groupe HED, elles auraient pour corps parent l'astéroïde Vesta.
Environ 200 spécimens distincts sont connus. Ce sont tous des brèches composées principalement de fragments d'eucrites et de diogénites, bien que des chondres carbonés puissent aussi être trouvés. Ces roches sont interprétées comme des fragments du régolithe de leur corps parent, formées après un impact puis enfouies à la suite d'un nouvel impact et soumises à la diagenèse en raison de la pression subie.

## Étymologie
Le nom vient de Edward Charles Howard, passionné de météorites.